# Viktor Elijas
Viktor Elijas Viljagrasa Alvarez (šp. Víctor Elías Villagrasa Álvarez; Madrid, 3. mart 1991) je španski glumac i pevač.

## Biografija
Njegova majka je sestra oca princeze Letisije (Letisija Ortiz Rokasolano). Već sa četiri godine se pojavio u pozorištu. Prvi put se pojavio na televiziji u seriji „Hermanas“ (Sestre) 1998. godine. Postao je veoma poznat po ulozi Giljea u TV seriji Seranovi. Zajedno sa kolegama glumcima iz serije osnovao je grupu Santa Husta Klan (Santa Justa Klan - SJK). Grupa je do sada izdala dva albuma.

## Karijera

### Filmovi
- (2001)
- (2002)
- (2004)
- (2004)

### TV serije
- (1998)
- (1999)
- (2000)
- (2000)
- (2003)
- Seranovi (Los Serrano) (2003—2008)

### Muzika
- SJK

## Spoljašnje veze
- Viktor Elijas na sajtu  (jezik: engleski)